# Harem
Harem (arabsko حَرِيمٌ, latinizirano: ḥarīm, dob. ''sveto nedotakljivo mesto; ženske članice družine'') se nanaša na domače prostore, ki so rezervirani za ženske v hiši v muslimanski družini. V haremu so lahko žena ali žene moškega, njihovi moški otroci pred puberteto, neporočene hčere, gospodinjske služkinje in druge neporočene sorodnice. V preteklosti, v obdobju suženjstva v muslimanskem svetu, so bili v haremih tudi zasužnjene priležnice. V prejšnjih časih so nekatere hareme varovali evnuhi, ki jim je bilo dovoljeno vstopiti. Struktura harema in obseg monogamije ali poliginije sta se spreminjala glede na družinske osebnosti, socialno-ekonomski status in lokalne običaje. Podobne institucije so bile običajne v drugih sredozemskih in bližnjevzhodnih civilizacijah, zlasti med kraljevimi družinami in družinami višjega sloja, izraz pa se včasih uporablja tudi v drugih kontekstih. V tradicionalni perzijski stanovanjski arhitekturi so bile ženske četrti znane kot andaruni (perzijsko اندرونی pomeni 'znotraj'), na Indijski podcelini pa kot zenana (urdujsko زنانہ‎).
Čeprav je institucija v moderni dobi doživela močan upad zaradi povečanja izobrazbe in ekonomskih priložnosti za ženske ter vpliva zahodne kulture, se osamitev žensk še vedno izvaja v nekaterih delih sveta, na primer na podeželju. Afganistan in konservativne države Perzijskega zaliva.
Na Zahodu je harem, pogosto prikazan kot skriti svet spolne podjarmljenosti, kjer številne ženske poležavajo v sugestivnih pozah. Vplival je na številne slike, odrske produkcije, filme in literarna dela. Nekatere zgodnejše evropske renesančne slike iz 16. stoletja prikazujejo ženske iz osmanskega harema kot statusne in politično pomembne osebe. V mnogih obdobjih islamske zgodovine so imele posamezne ženske v haremu različne stopnje političnega vpliva, kot je bil Ženski sultanat v Osmanskem cesarstvu.

## Terminologija
Beseda izhaja iz arabščine: ḥarīm, kar lahko pomeni 'sveto nedotakljivo mesto', 'harem' ali 'članice družine'. Izraz harem lahko pomeni tudi »žene (ali priležnice) poligamnega moškega«. Tričleni Ḥ-R-M se pojavlja v drugih izrazih, povezanih s pojmom prepovedi, kot so haram (prepovedano), mahram (nezakonski sorodnik), ihram (romarsko stanje obredne posvetitve med hadžem) in al-Ḥaram al-Šarīf ('plemenito svetišče', ki se lahko nanaša na Tempeljski grič ali svetišče v Meki).
V osmansko turškem jeziku se je harem, tj. del hiše, namenjen ženskam, imenoval haremlik, medtem ko je bil prostor, odprt za moške, znan kot selamlık.
Praksa osamitve žensk ni izključna za islam, vendar beseda harem običajno označuje domači prostor, rezerviran za ženske v muslimanskih gospodinjstvih. Nekateri učenjaki so ta izraz skozi zgodovino uporabljali za označevanje poliginičnih kraljevih družin.

## Ideal osamitve
Leila Ahmed opisuje ideal osamitve kot »pravico moškega, da svoje ženske skriva - nevidne drugim moškim«. Ahmed opredeljuje prakso osamitve kot družbeni ideal in enega glavnih dejavnikov, ki so oblikovali življenja žensk na sredozemskem Bližnjem vzhodu. Na primer, sočasni viri iz Bizantinskega cesarstva opisujejo družbene norme, ki so urejale življenja žensk. Ženske niso smele biti vidne v javnosti. Varovali so jih evnuhi, dom pa so lahko zapustile le »zakrite in primerno oskrbovane«. Nekatere od teh običajev so si izposodili od Perzijcev, vendar je tudi grška družba vplivala na razvoj patriarhalne tradicije.
Ideal osamitve ni bil v celoti uresničen kot družbena realnost. To je bilo delno zato, ker so ženske iz delavskega razreda pogosto opravljale službe, ki so zahtevale interakcijo z moškimi. V Bizantinskem cesarstvu je sam ideal segregacije po spolu ustvaril ekonomske priložnosti za ženske kot babice, zdravnice, kopalke in obrtnike, saj se je zdelo neprimerno, da moški skrbijo za potrebe žensk. Včasih so ženske posojale in vlagale denar ter se ukvarjale z drugimi komercialnimi dejavnostmi. Zgodovinski zapisi kažejo, da so ženske mameluškega Kaira iz 14. stoletja svobodno obiskovale javne dogodke skupaj z moškimi, kljub ugovorom verskih učenjakov.
Osamljenost žensk je v zgodovini signalizirala družbeni in ekonomski prestiž. Sčasoma so se norme ženske osamljenosti razširile onkraj elit, vendar je praksa ostala značilna za višje in srednje sloje, za katere je bila finančna zmožnost dovoliti ženi, da ostane doma, znak visokega statusa. V nekaterih regijah, kot je Arabski polotok, so revnejše družine izvajale osamitev žensk za ceno velikih težav, vendar je bilo to na splošno ekonomsko nerealno za nižje sloje.
Kjer so na voljo zgodovinski dokazi, kažejo, da je bilo veliko bolj verjetno, da bo harem monogamen. Na primer, v poznem osmanskem Carigradu je bilo le 2,29 odstotka poročenih moških poliginov, povprečno število žena pa je bilo 2,08. V nekaterih regijah, kot sta podsaharska Afrika in jugovzhodna Azija, razširjenost žensk pri kmetijskih delih vodi v širšo prakso poligamije, vendar onemogoča osamitev. Nasprotno pa je v evrazijskih in severnoafriških podeželskih skupnostih, ki se zanašajo na kmetijstvo s plugom, v katerem prevladujejo moški, osamitev ekonomsko možna, poliginija pa nezaželena. To nakazuje, da je temeljna značilnost harema osamitev žensk in ne poliginija (mnogoženstvo).

## Predislamsko ozadje
Zamisel o haremu ali osamitvi žensk ni nastala pri Mohamedu ali islamu. Praksa izolacije žensk je bila skupna mnogim starodavnim bližnjevzhodnim skupnostim, še posebej tam, kjer je bila poligamija dovoljena. V predislamski Asiriji in Perziji je večina kraljevih dvorov imela harem, kjer so živele vladarjeve žene in priležnice s spremljevalkami in evnuhi. Encyclopædia Iranica uporablja izraz harem za opis običajev starodavnega Bližnjega vzhoda.

### Stari Egipt
Obstaja sodoben trend, da se ženske četrti faraonove palače v starem Egiptu imenujejo harem.
Priljubljena domneva, da je imel faraonski Egipt harem, pa je anahronizem; medtem ko so imele faraonove ženske in otroci, vključno z njegovo materjo, ženami in otroki, lastne bivalne prostore z lastno upravo v faraonovi palači, kraljeve ženske niso živele izolirane od stika z moškimi ali osamljene od preostali del dvora na način, povezan z izrazom harem. Navada označevanja ženskih prostorov faraonove palače kot harema je torej apokrifna in je bila uporabljena zaradi napačnih predpostavk, da je bil Stari Egipt podoben poznejši islamski kulturi harema.

### Asirija
Znano je, da so imeli kralji starodavne Asirije harem, ki so ga urejali kraljevi edikti, v katerem so ženske živele v osami, varovane s sužnji evnuhi.
Številni predpisi so bili zasnovani tako, da preprečijo, da bi se spori med ženskami razvili v politične spletke. Ženske so varovali evnuhi, ki so tudi preprečili, da bi se njihovi spori razvili v politične spletke; prepovedano jim je bilo dajanje daril svojim služabnikom (saj bi se takšna darila lahko uporabila kot podkupnina) in niso smele imeti nobenih obiskovalcev, ki jih uradniki niso pregledali in odobrili. Ko je kralj potoval, je njegov harem potoval z njim, strogo nadzorovan, da ne bi kršil predpisov niti med prevozom.
V 7. stoletju pr. n. št. je Asirijo osvojilo Medijsko cesarstvo, ki je očitno prevzelo haremsko navado. Po poročilih je imelo medijsko plemstvo po pet žena in zaposlovalo evnuhe (čeprav so ti evnuhi morda bili nekastrirani uradniki).

### Grčija in Bizanc
Ženska osamitev in poseben del hiše, rezerviran za ženske, sta bila pogosta med elitami stare Grčije, kjer je bila znana kot gynaeceum. Čeprav je bila segregacija po spolu uradni ideal v klasičnih Atenah, se razpravlja o tem, koliko tega ideala je bilo dejansko uveljavljenega, in znano je, da so se celo ženske iz višjega sloja pojavljale v javnosti in lahko prišle vsaj v stik z moškimi ob verskih priložnostih.
Ti tradicionalni grški ideali so bili oživljeni kot ideal za ženske v Bizantinskem cesarstvu (v katerem je grška kultura sčasoma postala prevladujoča), čeprav toge idealistične norme osamitve, izražene v bizantinski literaturi, niso nujno odražale dejanske prakse. Bizantinski cesarji so bili grški pravoslavci in niso imeli več žena ali uradnih priležnic, osamljenih v haremu. Ko je grška kultura v 6. stoletju začela nadomeščati rimsko v Bizantinskem cesarstvu, je začela veljati za skromno, zlasti za ženske višjega sloja, da se držijo posebnih ženskih prostorov (gynaikonitis), do 12. stoletja pa moški in znano je, da so ženske sodelovale na banketih, ločenih po spolu, na cesarskem dvoru; vendar so se cesarske ženske še vedno pojavljale v javnosti in niso živele osamljeno, idealizirana spolna segregacija pa ni bila nikoli v celoti uveljavljena.

### Medijsko in Ahemenidsko cesarstvo
Med zgodnjimi Iranci ni dokazov o haremskih praksah, to je, da so si vzeli veliko število žena ali priležnic in jih zadrževali v osami. Vendar pa naj bi iranske dinastije sprejele haremske prakse po svojih osvajanjih na Bližnjem vzhodu, kjer so se takšne prakse uporabljale v nekaterih kulturah, kot je Asirija (Medijsko cesarstvo je osvojilo Asirijo v 7. stoletju pr. n. št. in Medija se je preoblikovala v Ahemenidsko cesarstvo). Po grških virih je imelo medijsko plemstvo nič manj kot pet žena, nad katerimi so bdeli evnuhi.
Grški zgodovinarji so poročali o haremih Ahemenidskega cesarstva. Herodot je poročal, da je imel vsak perzijski kraljevi ali aristokratski mož več žena in priležnic, ki so prihajale k možu po dobro urejeni osnovi, zaporedoma in imele izključni nadzor nad svojimi otroki, dokler niso bili stari pet let.
Staroperzijska beseda za harem ni potrjena, vendar jo je mogoče rekonstruirati kot xšapā.stāna ('nočna postaja' ali 'kraj, kjer se prenoči').
Kraljevo gospodinjstvo je nadzorovala glavna žena in kraljica, ki je bila praviloma hči perzijskega princa in mati prestolonaslednika in ki je bila podrejena le kralju. Imela je lastne bivalne prostore, prihodke, posestva in osebje, ki je vključevalo evnuhe in priležnice. Drugi čin pod kraljico so sestavljale zakonite sekundarne žene z nazivom bānūka ('gospa'). Tretji rang so sestavljale neporočene princese in poročene princese, ki so živele s svojo družino z nazivom duxçī (hči). Četrta skupina žensk v haremu so bile kraljeve sužnje priležnice, ki so bile kupljene na suženjskih trgih, prejete kot darila, kot davek ali vzete kot vojne ujetnice. Priležnice so bile usposobljene za zabavo kralja in njegovih gostov kot glasbenice, plesalke in pevke. Harem Dareja III. naj bi bil sestavljen iz njegove matere, njegove kraljice-žene, njenih otrok, več kot 300 priležnic in skoraj 500 gospodinjskih služabnikov.
Vendar pa je predmet razprave, če je imel ahemenidski dvor polno haremsko kulturo, saj se zdi, da ženske v haremu niso bile popolnoma osamljene. Dejstvo, da so ženske v kraljevi palači živele v ločenih prostorih, ne pomeni nujno, da so bile izolirane od stikov z moškimi, in kljub (morda pristranskim) grškim poročilom ni nobenih arheoloških dokazov, ki bi podpirali obstoj harema ali osamitve žensk pred stiki z moškimi na ahemenidskem dvoru.
Kraljeve in aristokratske Ahemenidke so se izobraževale o predmetih, ki niso bili združljivi z osamljenostjo, kot sta jahanje in lokostrelstvo. Ni videti, da bi kraljeve in aristokratske ženske živele ločeno od moških, saj je znano, da so se pojavljale v javnosti in potovale s svojimi možmi, sodelovale pri lovu in na pojedinah; vsaj glavna žena kraljevega ali aristokratskega človeka ni živela v osami, saj je jasno navedeno, da so žene običajno spremljale svoje može na večerjah, čeprav so zapustile banket, ko so vstopile »ženske zabavljačke« iz harema in so se moški začeli »veseliti«.
O domnevnih haremih Partov je malo znanega. Partski kraljevi možje naj bi imeli več žena in so jih držali dokaj ločene od vseh moških, razen od sorodnikov in evnuhov. Po rimskih virih so imeli partski kralji hareme, polne suženj in heter, ločene od stikov z moškimi, kraljevim ženskam pa ni bilo dovoljeno sodelovati na kraljevih banketih. Zdi se, da so tudi aristokratski partski moški imeli harem, saj rimski viri poročajo o bogataših, ki so potovali s stotinami varovanih priležnic. Vendar pa se zdi, da rimska poročila o partskih haremih odražajo tradicionalna grška poročila o ahemenidskih haremih in so prav tako pristranska ter jih ni mogoče preveriti z arheološkimi dokazi.

### Sasanidsko cesarstvo
Informacije o sasanidskem haremu razkrivajo sliko, ki natančno odseva domnevne ahemenidske navade.
Rimska poročila pravijo, da je bilo v Sasanidskem cesarstvu običajno, da imajo moški več žena. Hierarhija sasanidskega harema ni jasna. Sasanidski kralji so imeli eno glavno ženo, ki je bila prestolonaslednikova mati, imeli pa so tudi več žena nižjega ranga in priležnic, ki so ga vse spremljale na potovanjih in celo na pohodih. Za kraljeve ženske je potrjenih pet nazivov: »kraljevska princesa« (duxšy, duxt); »Gospa« (bānūg); »Kraljica« (bānbišn); »Kraljica imperija« ((Ērān)šahr bānbišn) in »Kraljica kraljic« (bānbišnān bānbišn). O rangu teh nazivov se je razpravljalo in zdi se, da se je njihov status spreminjal glede na okoliščine in da najvišjega ženskega ranga ni nujno nosila glavna žena, ampak ga je lahko imela hči ali sestra. Sasanidski harem so nadzorovali evnuhi, imel pa je tudi pevke in glasbenice.
Čeprav so sasanidski kralji imeli harem, ženske v sasanidskem imperiju na splošno niso živele osamljeno; izdelani haremi so bili prezirani in zdi se, da so bili izjeme od pravila, kar je ponazorjeno z dejstvom, da je velike hareme – ko so se pojavili – javnost sovražila.
Po sasanidski legendi je bil med vsemi perzijskimi kralji Kozrav II. najbolj ekstravaganten v svojem hedonizmu. Preiskal je svoje kraljestvo, da bi našel najlepša dekleta, in govorilo se je, da jih je okoli 3000 hranil v svojem haremu. Javnost je to prakso na široko obsodila, saj se je zgražala nad dejstvom, da je ženske držal v osami ter jim odrekal zakonsko zvezo in potomce; to se je štelo kot četrti od osmih zločinov, za katere so mu kasneje sodili in ga usmrtili. Kosrov sam je trdil, da je svojo najljubšo ženo Širin vsako leto poslal s ponudbo, da bi lahko zapustila harem z doto za poroko, vendar je njihov razkošen življenjski slog vedno spodbudil ženske in dekleta, da so zavrnile njegovo ponudbo.

### Južna Azija
Na južnoazijsko tradicijo osamitve žensk, imenovano purdah, so morda vplivali islamski običaji.
Ašoka, cesar Maurijskega cesarstva v Indiji, je imel harem približno 500 žensk, za vse pa so veljala stroga pravila osamitve in bontona.

## V islamskih kulturah

### Omajadski in Abasidski kalifat
V nasprotju s prejšnjim obdobjem islamskega preroka Mohameda in Rašidunskega kalifata so bile ženske v omajadski in abasidski družbi odsotne na vseh področjih osrednjih zadev skupnosti. Za zgodnje muslimanske ženske je bilo zelo običajno, da so igrale aktivno vlogo v življenju skupnosti in celo vodile moške v boj in sprožile upore, kot je prikazano v haditski literaturi. Toda v času Abasidskega kalifata so bile ženske idealno zaprte.
Na prakso segregacije po spolu v islamu je vplivalo prepletanje vere, običajev in politike. Sistem haremov je postal prvič v celoti institucionaliziran v islamskem svetu pod Abasidskim kalifatom. Osamitev žensk je bila uveljavljena v različnih skupnostih Sredozemlja, Mezopotamije in Perzije pred prihodom islama in nekateri učenjaki menijo, da so muslimani prevzeli navado iz Bizantinskega cesarstva in Perzije ter retrospektivno razlagali Koran, da bi jo upravičili. Čeprav izraz harem v Koranu ne označuje ženskih prostorov, so komentatorji Korana številne verze iz Korana, ki govorijo o skromnosti in osamljenosti, izpostavili kot versko utemeljitev za ločevanje žensk od moških, vključno s tako imenovanim verzom o hidžabu (33:53). ). V sodobni rabi se hidžab pogovorno nanaša na versko obleko, ki jo nosijo muslimanke, vendar je v tem verzu pomenil 'tančico' ali 'zaveso', ki fizično ločuje ženski od moškega prostora. Čeprav so se klasični komentatorji strinjali, da je verz govoril o zavesi, ki je ločevala bivalne prostore Mohamedovih žena od obiskovalcev njegove hiše, so na to prakso običajno gledali kot na model za vse muslimanske ženske.
Vse večjo osamitev žensk je ponazoril boj za oblast med kalifom Al-Hadijem in njegovo materjo Al-Khayzuran, ki ni hotela živeti v osami, ampak je namesto tega izpodbijala moč kalifa tako, da je dala svoje občinstvo moškim prosilcem in uradnikom in tako mešanje z moškimi.
Osvajanja so muslimanski eliti prinesla ogromno bogastvo in veliko število sužnjev. Večina sužnjev je bilo žensk in otrok, od katerih so bili mnogi vzdrževani ali člani harema poraženih sasanidskih višjih slojev. Po osvajanjih bi lahko elitni človek potencialno imel tisoč sužnjev, navadni vojaki pa bi lahko imeli deset ljudi, ki bi jim služili.
Trženje človeških bitij, zlasti žensk, kot predmetov za spolno uporabo je pomenilo, da so elitni moški imeli v lasti veliko večino žensk, s katerimi so bili v stiku, in so bili z njimi povezani kot gospodarji s sužnji. Biti suženj je pomenilo relativno pomanjkanje avtonomije, pripadnost haremu pa je povzročila, da so žena in njeni otroci zaradi nestabilne politike haremskega življenja imeli malo zavarovanja stabilnosti in stalne podpore.
Kurtizane in princese so ustvarjale prestižno in pomembno poezijo. Preživelo je dovolj, da nam omogoči dostop do zgodovinskih izkušenj žensk, in razkrije nekaj živahnih in močnih osebnosti, kot so: sufijska mistikinja Raabi'a al-Adwiyya (714–801 n. št.), princesa in pesnica 'Ulayya bint al-Mahdi (777– 825 n. št.), pojoče deklice Shāriyah (ok. 815–870 n. št.), Fadl Ashsha'ira (um. 871 n. št.) in Arib al-Ma'muniyya (797–890 n. š.). [58]

### Al Andaluz
Haremski sistem, ki se je razvil v Omajadskem in Abasidskem kalifatu, so poustvarila islamska kraljestva, ki so se razvila iz njih, kot na primer v Emiratih in kalifatih v muslimanski Španiji, Al Andaluz, ki je pritegnil veliko pozornosti v Evropi v srednjem veku do leta 1492 ko je bil osvojen Emirat Granada.
Najbolj znan andaluzijski harem je bil morda harem Kordobskega kalifa. Razen kalifovih sorodnic so haremske ženske sestavljale njegove sužnje priležnice. Kalifovi sužnji so bili pogosto evropski sužnji saqaliba, ki so jih prodajali iz severne ali vzhodne Evrope. Medtem ko so moški saqaliba lahko dobili delo v številnih uradih, kot so: kuhinja, sokolarstvo, kovnica, tekstilne delavnice, uprava ali kraljeva straža (v primeru haremskih stražarjev so bili kastrirani), ženske saqalibe pa so bile nameščene v harem.
Harem je lahko vseboval na tisoče sužnjev; harem Abd al-Rahmana I. je sestavljalo 6300 žensk. Priležnice Saqaliba so bile cenjene zaradi svetle kože. Priležnice (javari) so bile izobražene v dosežkih, da bi postale privlačne in uporabne za svojega gospodarja, mnoge pa so postale znane in spoštovane zaradi svojega znanja v različnih predmetih od glasbe do medicine. Javarska priležnica, ki je rodila otroka, je dosegla status umm walad, najljubša priležnica pa je dobila veliko razkošje in častne nazive, kot je v primeru Marjana, ki je rodila Al-Hakama II., dediča Abd al-a -Rahmana III.; imenoval jo je al-sayyida al-kubra (velika gospa). Znano je, da je imelo več konkubin velik vpliv prek svojih gospodarjev ali sinov, zlasti Subh v času Kordobskega kalifata in Isabel de Solís v času Granadskega emirata.
Vendar so bile priležnice vedno sužnje, podvržene volji svojega gospodarja. Znano je, da je kalif Abd al-Rahman III. usmrtil dve priležnici, ker sta recitirali, kar se mu je zdelo neprimerne verze, drugo priležnico pa mučil z gorečo svečo v obrazu, medtem ko sta jo držala dva evnuha, potem ko je zavrnila spolni odnos. S konkubinami Abu Marwana al-Tubnija (um. 1065) naj bi ravnali tako slabo, da so se zarotile, da bi ga umorile; ženske iz harema so bile tudi posiljene, ko so tekmovalne frakcije osvojile različne palače.
Vladarji dinastije Nasridi Granadskega emirata (1232–1492) so se po navadi poročali s svojimi bratranci in sestričnami, vendar so imeli po islamskem običaju tudi suženjske priležnice. Identiteta teh priležnic ni znana, vendar so bile prvotno kristjanke (rūmiyyas), kupljene ali ujete v ekspedicijah v krščanskih državah severne Španije in dobile novo ime, ko so vstopile v kraljevi harem.

### Afganistan
Afganistanski vladarji iz dinastije Barakzai (1823–1973) so zaradi plemenske poročne diplomacije običajno imeli harem štirih uradnih žena, pa tudi veliko število neuradnih žena.
Poleg tega so imeli tudi zasužnjene haremske ženske, znane kot kaniz (»sužnja«) in surati ali surriyat (»gospodarica«), ki so jih varovale ghulam bacha (evnuhi). Habibulah Kan (vladal 1901–1919) je imel slavno vsaj 44 žena in stotine suženj (večinoma Hazark) v svojem haremu v palači Harem Sara. Ženske kraljevega harema so se oblačile po zahodnjaški modi že v času vladavine Habibulaha Kana, vendar se zunaj ograjenega prostora kraljeve palače niso kazale drugače kot povsem pokrite.
Kraljevi harem je prvi ukinil kralj Amanulah Kan, ki je leta 1923 osvobodil vse sužnje kraljevega harema ter spodbudil svojo ženo, kraljico Sorayo Tarzi in druge ženske iz kraljeve družine, da se razkrijejo in živijo javno življenje. Medtem ko so se kraljeve ženske po odstavitvi Amanulaha leta 1929 vrnile v purdah kraljevega kompleksa, je bil razpuščen s končnim razkritjem kraljevih žensk leta 1959.

### Mogulsko cesarstvo
Kraljeve žene, priležnice, plesalke in sužnje niso bile edine ženske mogulskega harema. Mnogi drugi, vključno s kraljevo materjo, so živeli v haremu. Tete, babice, sestre, hčere in druge kraljeve sorodnice so živele v haremu; tudi moški otroci so živeli v haremu, dokler niso odrasli. Znotraj harema so bile tržnice, bazarji, pralnice, kuhinje, igrišča, šole in kopališča. Harem je imel hierarhijo, njegove glavne avtoritete so bile žene in sorodnice cesarja in pod njimi konkubine.
Urdubegi so bile razred žensk, ki so bile dodeljene za zaščito cesarja in prebivalcev zenane. Ker so ženske na mogulskem dvoru živele ločeno pod purdah, so njihove bivalne prostore v celoti vodile ženske. Razdelitev upravnih nalog je v veliki meri narekovala vizija Akbarja, ki je organiziral svojo zenano več kot 5000 plemiških žensk in uslužbencev. Ženske, zadolžene za zaščito zenane, so bile navadno habšijskega, tatarskega, turškega in kašmirskega porekla. Kašmirske ženske so bile izbrane, ker niso upoštevale purda. Mnoge ženske so bile kupljene kot sužnje in usposobljene za svoje položaje.
Znano je, da so posamezne ženske iz mogulskega harema dosegle politični vpliv. Nur Džahan, glavna žena Džahangirja, je bila najmočnejša in najvplivnejša ženska na dvoru v obdobju, ko je bilo Mogulsko cesarstvo na vrhuncu svoje moči in slave. Bolj odločna in proaktivna kot njen mož, je po mnenju zgodovinarjev več kot petnajst let prava moč za prestolom. Nur Džahan je prejela določene časti in privilegije, ki jih nikoli ni uživala nobena mogulska cesarica pred ali pozneje. Nur Džahan je bila edina mogulska cesarica, ki je dala kovati kovance v svojem imenu. Pogosto je bila prisotna, ko je cesar sodil, in celo samostojno sodila, ko je bil cesar slab. Prevzela je skrb za njegov cesarski pečat, kar je pomenilo, da sta bila potrebna njeno vpogled in soglasje, preden je kateri koli dokument ali ukaz postal pravno veljaven. Cesar je pridobil njeno mnenje o večini zadev, preden je izdal ukaze. Edina druga mogolska cesarica, ki je od svojega moža zahtevala takšno predanost, je bila Nur Džahanova nečakinja Mumtaz Mahal, za katero je Šah Džahan zgradil Tadž Mahal kot mavzolej. Vendar se Mumtaz ni zanimala za državne zadeve in Nur Džahan je zato edinstvena v analih mogulskega cesarstva zaradi političnega vpliva, ki ga je imela.

### Osmansko cesarstvo
Cesarski harem osmanskega sultana, na zahodu imenovan tudi seraglio, je bil del palače Topkapı. V njem je bila tudi valide sultan, pa tudi sultanove hčere in druge ženske sorodnice. Del harema so bili tudi evnuhi in zasužnjene dekleta. V kasnejših obdobjih so sultanovi sinovi živeli v haremu do svojega 12. leta. Danes postaja vse bolj splošno priznano, da so bili haremi v času Osmanskega cesarstva namenjeni vzgoji bodočih žena moških iz višjega razreda in kraljev. Te ženske so bile izobražene, da so se lahko v javnosti pojavljale kot žene. Na splošno pa ločevanje moških in ženskih četrti med mestnimi revnimi v velikih mestih, kot je Carigrad, ni bilo nikoli v praksi, do leta 1920 in 1930 pa je postalo stvar preteklosti v domovih srednjega in višjega razreda.
Osmanski sultani se običajno niso poročali v obdobju okoli 1500–1850, temveč so se razmnoževali z zasužnjenimi priležnicami, ki so jih pridobili s krimsko trgovino s sužnji. Nekatere ženske v osmanskem haremu, zlasti žene, matere in sestre sultanov, so igrale zelo pomembne politične vloge v osmanski zgodovini in v obdobju Ženskega sultanata je bilo običajno, da so tuji obiskovalci in veleposlaniki trdili, da je cesarstvo, de facto vladajo ženske v cesarskem haremu. Hürrem Sultan (žena Sulejmana Veličastnega, mati Selima II.) je bila ena najvplivnejših žensk v osmanski zgodovini in je imela ogromno politično moč. Naziv Haseki Sultan je bil ustvarjen zanjo in so ga uporabljali njeni nasledniki.
Kösem Sultan je bila tudi ena najvplivnejših žensk v osmanski zgodovini. Kösem Sultan je dosegla moč in vplivala na politiko Osmanskega cesarstva, ko je postala sultanija Haseki kot najljubša soproga in pozneje zakonita žena osmanskega sultana Ahmeda I. (vladal 1603–1617) in valide sultan kot mati Murata IV. 1623–1640) in Ibrahima (vladal 1640–1648), in babica Mehmeda IV. (vladal 1648–1687).
Kösemin sin, sultan Ibrahim Nori, osmanski vladar od 1640 do 1648, naj bi v Bosporju utopil 280 priležnic iz svojega harema. Vsaj ena od njegovih priležnic, Turhan Sultan, rusko dekle (z območja okoli današnje Ukrajine), ki je prišla v Osmansko cesarstvo kot sužnja, ki so ga prodali Nogajski sužnji, je preživela njegovo vladavino.

## Moderna doba
Praksa osamitve žensk je v zgodnjem 20. stoletju močno upadla zaradi izobraževanja in povečanih gospodarskih priložnosti za ženske ter zahodnih vplivov, vendar se še vedno izvaja v nekaterih delih sveta, na primer v podeželskem Afganistanu in konzervativnih državah regije Perzijskega zaliva.
Veliki kraljevi haremi v muslimanskem svetu so se začeli razpadati v poznem 19. in zgodnjem 20. stoletju, pogosto zaradi ukinitve ali modernizacije muslimanskih monarhij, kjer so kraljeve ženske dobile javno vlogo in niso več živele v osami. Osmanski cesarski harem, harem egipčanske dinastije Mohameda Alija in perzijski harem Kadžarjev, so vsi razpadli v začetku 20. stoletja. V drugih primerih je običaj trajal dlje. Poročilo Svetovalnemu odboru strokovnjakov za suženjstvo (ACE) o Hadramautu v Jemnu v 1930-ih opisuje obstoj kitajskih deklet (Mui tsai), ki so bile preprodajane iz Singapurja za zasužnjevanje kot priležnice, ter kralj in imam Jemna Ahmad bin Yahya (vladal 1948–1962) naj bi imel harem 100 sužnje. Sultan Said bin Taimur iz Omana (vladal 1932–1970) naj bi imel okoli 500 sužnjev, od katerih je bilo po ocenah 150 žensk, ki so jih zadrževali v njegovi palači v Salalahu.
V 20. stoletju so bile ženske in dekleta za haremsko tržnico na Arabskem polotoku ugrabljene ne samo iz Afrike in Beludžistana, ampak tudi iz Trucialnih držav, gorovja Nusayriyah v Siriji in Adenskega protektorata in leta 1943 so poročali, da so Baluči dekleta pošiljali preko Omana v Meko, kjer so bile priljubljene kot priležnice. Ko Kavkaških deklet ni bilo več na voljo, so jih prodajali za 350–450 $.
Haremske priležnice so obstajale v Savdski Arabiji do samega konca odprave suženjstva v Saudovi Arabiji leta 1962. Avgusta 1962 je kraljev sin princ Talal izjavil, da se je odločil osvoboditi svojih 32 sužnjev in petdeset priležnic. Po odpravi suženjstva leta 1962 sta Mednarodna organizacija za boj proti suženjstvu in Svetovni odbor prijateljev izrazila zadovoljstvo nad odlokom o emancipaciji iz leta 1962, vendar sta vprašala ali bo katera od držav prejela pomoč pri iskanju lastnih državljanov v saudskih haremih, ki bi se želelese vrniti domov; to je bilo zelo občutljivo vprašanje, saj se je zavedalo, da so bile ženske zasužnjene kot priležnice (spolne sužnje) v osami haremov in da ni podatkov o tem, ali jih je odprava suženjstva prizadela.
Od začetka 1980-ih je vzpon konservativnih islamskih tokov privedel do večjega poudarka na tradicionalnih predstavah o skromnosti in segregaciji po spolu, pri čemer so nekateri radikalni pridigarji v Saudovi Arabiji pozivali k vrnitvi osamitve žensk in koncu zaposlovanja žensk. Številne zaposlene ženske v konservativnih družbah so sprejele hidžab kot način obvladovanja družbenega okolja, kjer je moškim neprijetno komunicirati z ženskami v javnem prostoru. Nekatere vernice so poskušale posnemati prakso osamitve, ki jo je opustila generacija njihovih babic, da bi potrdile tradicionalne verske vrednote ob vsesplošnem zahodnjaštvu.

### Sources
- ʿĀżod-al-Dawla, Solṭān-Aḥmad Mirzā (1997) [1376 Š.].  ʿAbd-al-Ḥosayn Navāʾi (ur.). Tāriḵ-e ʿażodi. Tehran.
- Ahmed, Leila (1992). Women and Gender in Islam. New Haven: Yale University Press.
- Ansary, Tamim (2009). Destiny disrupted: a history of the world through Islamic eyes. New York: PublicAffairs. str. 228. ISBN 9781586486068.
- Anwar, Etin (2004). »Harem«.  V Richard C. Martin (ur.). Encyclopedia of Islam and the Muslim World. MacMillan Reference USA.
- Bearman, P.; Bianquis, Th.; Bosworth, C. E.; van Donzel, E.; Heinrichs, W. P., ur. (1978). Encyclopaedia of Islam (2nd izd.). Brill.
- Betzig, Laura (Marec 1994). »Sex in History«. Michigan Today. University of Michigan. Arhivirano iz prvotnega spletišča dne 11. septembra 2013.
- Britannica (2002). »Harem«. Encyclopaedia Britannica.
- Brosius, Maria (1996). Women in ancient Persia (559–331 BC). Oxford.
- Cartwright-Jones, Catherine (2013). »Harem«. The Oxford Encyclopedia of Islam and Women. Oxford: Oxford University Press. doi:10.1093/acref:oiso/9780199764464.001.0001. ISBN 9780199764464.
- Cortese, Delia; Calderini, Simonetta (2006). Women And the Fatimids in the World of Islam. Edinburgh University Press. ISBN 0748617329.
- Cuno, Kenneth (2015). Modernizing Marriage: Family, Ideology, and Law in Nineteenth- and Early Twentieth-Century Egypt. Syracuse University Press. ISBN 9780815633921.
- Doumato, Eleanor Abdella (2009). »Seclusion«.  V John L. Esposito (ur.). The Oxford Encyclopedia of the Islamic World. Oxford: Oxford University Press. Arhivirano iz prvotnega spletišča dne 6. marca 2021.
- Duben, Alan; Behar, Cem (2002). Istanbul Households: Marriage, Family and Fertility, 1880–1940. Cambridge University Press. ISBN 9780521523035.
- Fay, Mary Ann (2012). Unveiling the Harem: Elite Women and the Paradox of Seclusion in Eighteenth-Century Cairo. Syracuse University Press. ISBN 9780815651703.
- Fisher, William Bayne; Jackson, Peter; Lockhart, Lawrence, ur. (1986). The Cambridge History of Iran. Zv. 6. Cambridge University Press.
- Goodwin, Godfrey (1997). The Private World of Ottoman Women. London: Saqi Books. ISBN 9780863567513.
- Haslauer, Elfriede (2005). »Harem«. The Oxford Encyclopedia of Ancient Egypt. Oxford: Oxford University Press. doi:10.1093/acref/9780195102345.001.0001. ISBN 9780195102345.
- Faroqhi, Suraiya (2006). The Ottoman Empire and the World Around It.
- Madar, Heather (2011). »Before the Odalisque: Renaissance Representations of Elite Ottoman Women«. Early Modern Women. 6: 1–41. doi:10.1086/EMW23617325. S2CID 164805076.
- Marzolph, Ulrich (2004). »Eunuchs«. The Arabian Nights Encyclopedia. ABC-CLIO.
- Nath, Renuka (1990). Notable Mughal and Hindu women in the 16th and 17th centuries A.D. New Delhi: Inter-India Publ. ISBN 9788121002417.
- Patel, Youshaa (2013). »Seclusion«. The Oxford Encyclopedia of Islam and Women. Oxford: Oxford University Press. Arhivirano iz prvotnega spletišča dne 7. septembra 2020.
- Quataert, Donald (2005). The Ottoman Empire, 1700–1922. Cambridge University Press. ISBN 9780521839105.
- Rodriguez, J.P. (1997). »Ottoman Empire«. The Historical Encyclopedia of World Slavery. ABC-CLIO.
- Roemer, H. R. "The Safavid Period". In Fisher, Jackson & Lockhart (1986).
- Savory, R. M. (1977). »Safavid Persia«.  V P. M. Holt; Ann K. S. Lambton; Bernard Lewis (ur.). The Cambridge History of Islam. The Central Islamic Lands from Pre-Islamic Times to the First World War. Zv. 1A. Cambridge University Press.
- Savory, R. M. "The Safavid Administrative System". In Fisher, Jackson & Lockhart (1986).
- Wehr, Hans; Cowan, J. Milton (1976). A Dictionary of Modern Written Arabic (3rd izd.). Spoken Language Services.